# Palo Quemado
Palo Quemado ist eine Ortschaft und eine Parroquia rural („ländliches Kirchspiel“) im Kanton Sigchos der ecuadorianischen Provinz Cotopaxi. Die Parroquia besitzt eine Fläche von 126,7 km². Die Einwohnerzahl lag im Jahr 2010 bei 1030.

## Lage
Die Parroquia Palo Quemado liegt in der Cordillera Occidental im Nordwesten der Provinz Cotopaxi. Das Gebiet hat eine Längsausdehnung in NNW-SSO-Richtung von 22 km. Es liegt in Höhen zwischen 890 m und 2327 m. Der Oberlauf des Río Toachi durchquert den nördlichen Teil der Parroquia in überwiegend nördlicher Richtung und entwässert dabei das gesamte Verwaltungsgebiet. Dessen rechter Nebenfluss Río Sarapullo fließt entlang der östlichen Verwaltungsgrenze nach Norden. Der 1300 m hoch gelegene Hauptort Palo Quemado befindet sich 37 km nördlich vom Kantonshauptort Sigchos. Eine 10 km lange Nebenstraße verbindet den Ort mit der weiter nördlich verlaufenden Fernstraße E20 (Quito–Santo Domingo de los Colorados).
Die Parroquia Palo Quemado grenzt im Nordosten an die Provinz Santo Domingo de los Tsáchilas mit der Parroquia San José de Alluriquín (Kanton Santo Domingo), im Osten an die Provinz Pichincha mit der Parroquia Manuel Cornejo Astorga (Kanton Mejía), im Süden an die Parroquia Sigchos sowie im Südwesten an die Parroquia Las Pampas.

## Orte und Siedlungen
In der Parroquia gibt es acht Recintos: Palo Quemado Centro, San Pablo de la Plata, Las Praderas, Santa Rosa de Lima, Las Minas de la Plata, El Cristal, Zarapullo und La Florida.

## Geschichte
Die Parroquia Palo Quemado wurde am 11. November 1989 gegründet. Die kirchliche Pfarrei wurde am 15. Dezember 2001 eingerichtet.

## Bevölkerung
82 Prozent der Bevölkerung sind Mestizen, 11 Prozent betrachten sich als Montubios.

## Ökologie
Der Süden der Parroquia liegt innerhalb der Reserva Ecológica Los Ilinizas.